# Palais de la Culture et des Sports (Varna)
Le Palais de la Culture et des Sports (en bulgare : Дворец на културата и спорта) est un complexe polyvalent pouvant accueillir des congrès, des activités culturelles et sportives situé à Varna, en Bulgarie. 

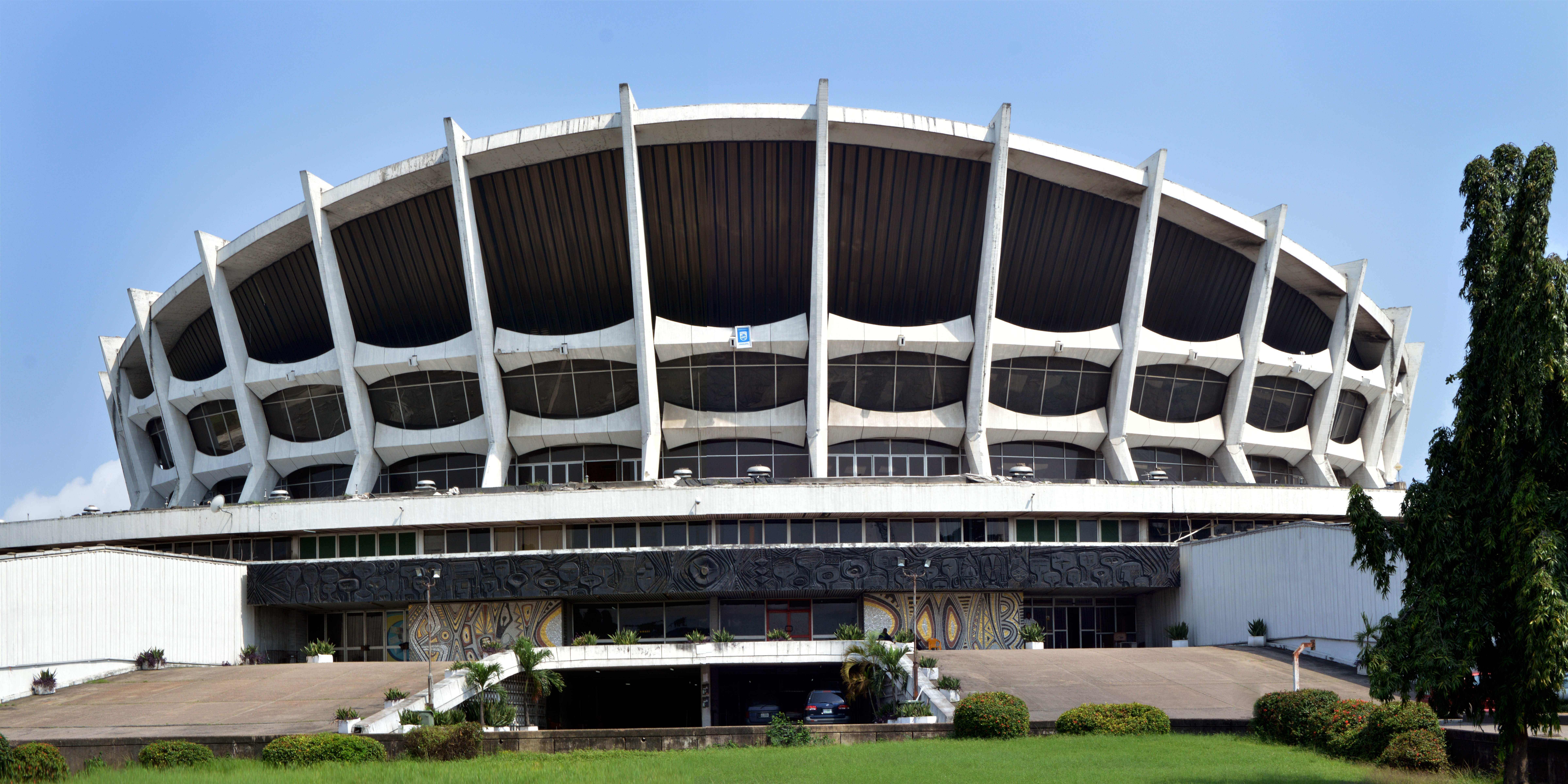
National Arts Theatre, Iganmu, Lagos

## Événements
- Ligue européenne féminine de volley-ball 2013
- Championnat d'Europe masculin de volley-ball 2015
- Championnat d'Europe masculin de volley-ball des moins de 20 ans 2016
- Championnat du monde masculin de volley-ball 2018
- Championnats d'Europe de gymnastique rythmique 2021
- Championnat d'Europe masculin de volley-ball 2023

## Galerie

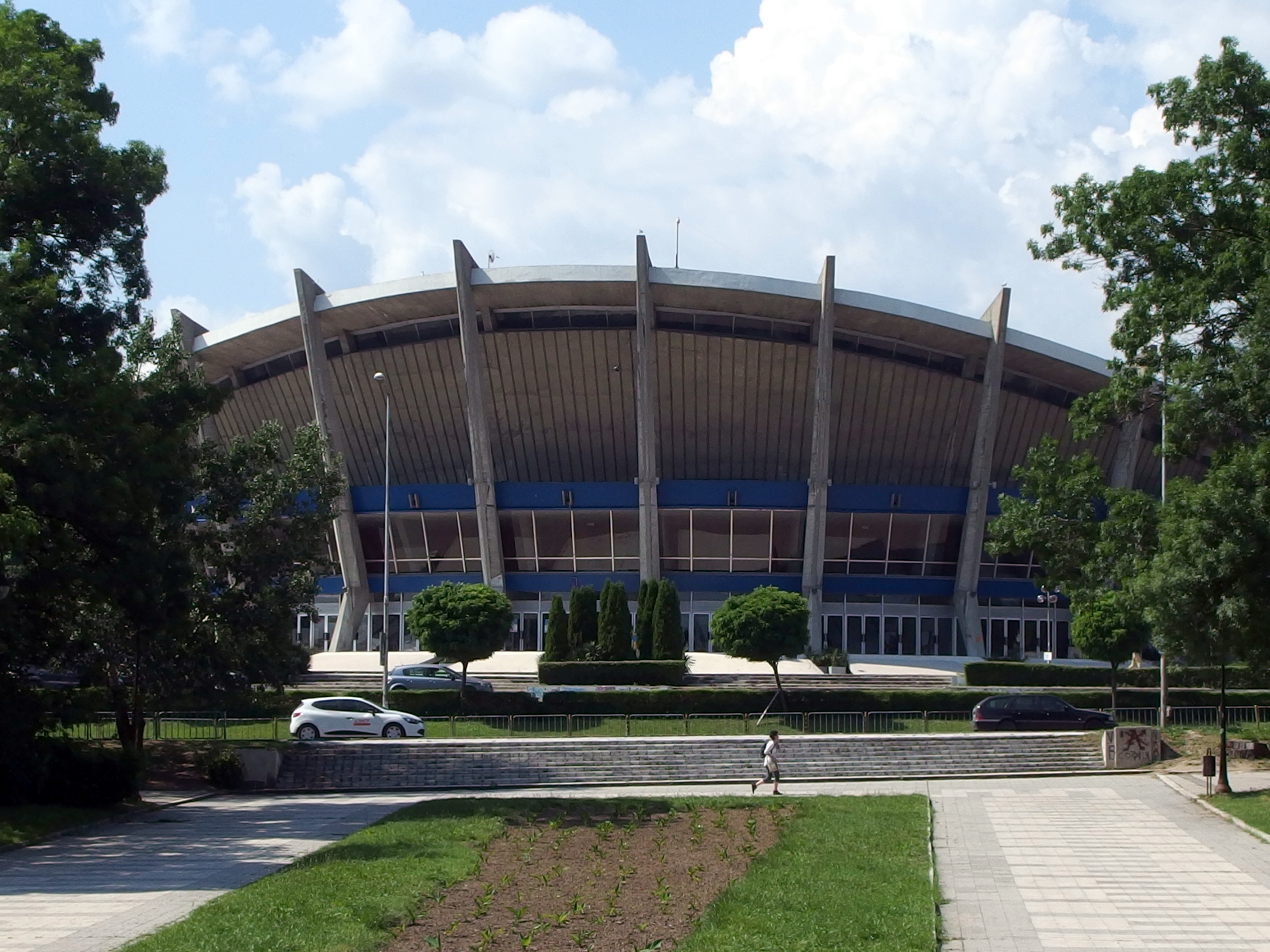
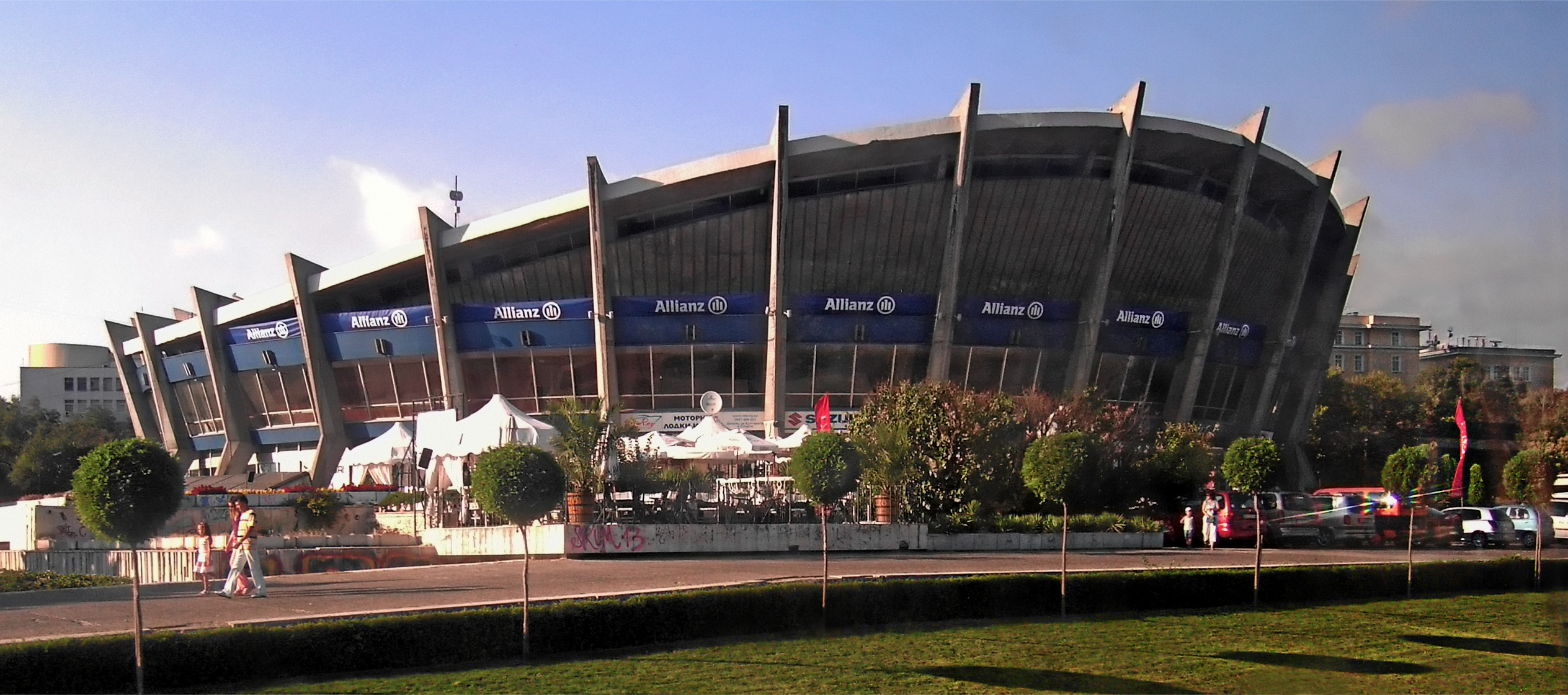